# Makiriko II - Broken Song
Makiriko (Demon Hunters) II -Lumiere noire et noir blanc- Broken Song (魔斬子Ⅱ-Lumière noire et noir blanc- 破曲) es una película japonesa, del 9 de octubre de 2009, producida por Zen Pictures. Es una película del género tokusatsu, de acción y aventuras, con artes marciales, dirigido por Hiroshi Nagai.
El idioma es en japonés, pero también está disponible con subtítulos en inglés, en DVD o descargable por internet.

## Argumento
Mitsuki e Hinata, son dos cazadoras de demonios que los cortan luchando con sus espadas, sin embargo ambas se baten entre sí.
Hinata, que no tiene sentimientos emocionales, empieza a tener comportamientos humanos cuando conoce a Misa, pero Misa es capturada por Mitsuki, y esta la lleva a la organización de "Demons river" porque Mitsuki se ha convertido en demonio como uno más de ellos.

## Saga sobre Makiriko[2]
- Makiriko (2007)

- Makiriko (Demon Hunters) II Lumiere noire et noir blanc- Prelude (2009)